# مجلة الطلائع
مجلة الطلائع هي مجلة فلسطينية سياسية، نصف شهرية تصدر عن طلائع حرب التحرير الشعبية – قوات الصاعقة، الجناح العسكري لحزب البعث العربي الاشتراكي - القطر الفلسطيني.
تُعنى مجلة الطلائع بالشأن الفلسطيني داخل الأراضي الفلسطينية وخارجها وبشؤون اللاجئين الفلسطينيين وأخبار حزب البعث ومنظمة الصاعقة بشكل خاص وبالشأن العربي والدولي بشكل عام، كما تهتم بكثير من المواضيع السياسية والثقافية والاجتماعية.
صدر العدد الأول لمجلة الطلائع بتاريخ 1 أيار 1968 في الأردن وكانت آنذاك تصدر عن التنظيم الفلسطيني الموحد. وبعد خروج قوات الصاعقة من الأردن سنة 1970 أصبحت المجلة تصدر من دمشق عن طلائع حرب التحرير الشعبية – قوات الصاعقة، وما زالت المجلة تصدر من هناك لغاية الآن. (تحديث يناير 2021)
عمل بالمجلة عدد من الصحفيين والإعلاميين منهم: عصام حماد، إلياس أنيس خوري، فرحان أبو الهيجاء، فايز قنديل، وفيصل حوراني.